# Кобыла и трупоглазые жабы искали цезию, нашли поздно утром свистящего Хна
«Кобыла и Трупоглазые Жабы Искали Цези́ю, Нашли Поздно Утром Свистящего Хна» (сокращённо Кобыла и Трупоглазые Жабы) — российская музыкальная группа, образованная в 2007 году Антоном Юрьевичем «Кобылой» Вагиным. Одной из отличительных особенностей коллектива является абсурдистская лирика песен, обильно включающая как исторических персонажей, так и представителей фауны различных геологических эр планеты. Группа отличается плодовитостью — за период с 2007 года по 2022 год было выпущено 22 альбома. Творчество группы охватывает множество жанров: синти-поп, нойз, пост-панк, данжен-синт, рэп, альтернативный рок и многие другие. При этом, по мнению Алексея Мажаева, «самой зачётной попыткой классифицировать творчество „Кобылы“ стала формулировка „палеонтологический синти-поп“».

## История
Группа появилась в 2007 году как сольный проект Антона Вагина. Большую часть названия — «трупоглазые жабы искали цезию, нашли поздно утром свистящего хна» — придумал Евгений «КомбинаторЪ» Акатов (участник группы «Обломок Унитаза») во время совместного обсуждения с Вагиным различных вариантов имён коллективов. В свою очередь, Вагин добавил к этому свой творческий псевдоним — «Кобыла».
В 2012 году к концертному составу группы присоединились Шурочка «Пизан» Чернокрылов и Кирилл «Суккуб» Фролов.
В 2015 группа выпустила концептуальный альбом «Великое княжество Литовское», ставший событием в российском данжн-синте. Тексты композиций представляют собой отрывки из средневековых хроник (в частности, «Хроники земли Прусской» Петра из Дуйсбурга, «Хроники Великого княжества Литовского и Жомойтского», а также письма князя Ольгерда константинопольскому патриарху), начитанные на старолитовском и латинском языках. Альбом намеренно записан со звуковыми дефектами и издан на кассетах для стилизации под классику данжн-синта первой половины 1990-х. В 2016 в этом же жанре был создан цикл «Гражина», посвященный одноимённой поэме Адама Мицкевича и существующий только в виде концертного бутлега. В 2022 выпущен третий данжн-синтовый альбом, "Поруха", посвященный последним годам царствования Ивана Грозного.
Помимо собственного творчества, группа сотрудничала с Алексеем Вишней в качестве аккомпанирующего состава.
Участники группы декларируют левые взгляды. В 2016 году группа обжаловала решение Мосгорсуда, результатом которого стала блокировка сайта Rutracker.org как нарушающего права музыкантов на распространение своего творчества. При этом группу порадовала перспектива зачитывания на заседаниях суда полного названия коллектива.

## Состав
- Антон «Кобыла» Вагин — вокал, гитара
- Шурочка «Пизан» Чернокрылов — бас-гитара, гитара, бэк-вокал
- Кирилл «Суккуб» Фролов (сэр Мюллих) — клавишные.

## Дискография
Студийные альбомы
- 2008 — Какаха
- 2008 — 750 жа, рК.о cV
- 2009 — Калахари
- 2010 — Блевал Карлик
- 2010 — Гунявый
- 2010 — Малеев
- 2010 — Султан-Гирей Клыч
- 2010 — 1988
- 2011 — Удоды
- 2011 — № 10
- 2011 — Серенгети
- 2012 — Рептильки
- 2012 — Киржач
- 2013 — Тахрир
- 2013 — Саяны
- 2015 — Кобыла и Трупоглазые Жабы Искали Цезию, Нашли Поздно Утром Свистящего Хна
- 2015 — Хасавюрт
- 2015 — Великое князьство Литовское, Руское, Жомойтское
- 2018 — Единственный нормальный русский рэп[1]
- 2018 — 1917[7][8]
- 2022 — Бойня
- 2022 — Поруха
- 2024 — Эллада-2510

Синглы
- 2009 — Редигер
- 2011 — Камог Камог
- 2011 — Палеоген
- 2012 — Лазарь
- 2012 — Простые Люди
- 2014 — Сокольники
- 2015 — Библио Глобус
- 2017 — День Гадов
- 2017 — Сербский Деспотат

Концертные альбомы
- 2013 — Рок в Махачкале
- 2015 — Меловая Резня
- 2016 — Grażyna (бутлег)